# Eduard Čech

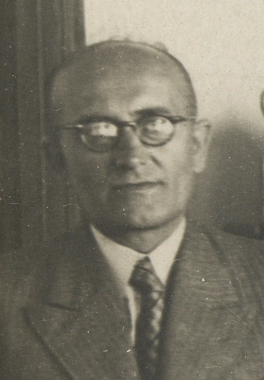
Eduard Čech in 1935

Eduard Čech (Stračov, 29 juni 1893 – Praag, 15 maart 1960) was een Tsjechisch wiskundige.
Čech geboren in Stračov in Bohemen (toen in Oostenrijk-Hongarije nu in de Tsjechische Republiek) studeerde vanaf 1812 aan de Karelsuniversiteit Praag.
Hij werkte op het gebied van de projectieve differentiaalmeetkunde en de topologie.
In 1921–1922 werkte hij in Turijn samen met Guido Fubini.